# Solieria borealis
Solieria borealis är en tvåvingeart som beskrevs av Ringdahl 1947. Solieria borealis ingår i släktet Solieria och familjen parasitflugor. Arten är reproducerande i Sverige. Inga underarter finns listade i Catalogue of Life.